# Écozone paléarctique : plantes à graines par nom scientifique (Q)

## Qu'

### Que
- Quercus - Fagacées
  - Quercus bicolor - Chêne bicolore
  - Quercus cerris - Chêne chevelu
  - Quercus coccifera - Chêne kermès
  - Quercus ilex - Chêne vert
  - Quercus macrocarpa - Chêne à gros fruits
  - Quercus palustris - Chêne des marais (introduit)
  - Quercus petraea - Chêne sessile
  - Quercus pubescens = Quercus lanuginosa Chêne pubescent
  - Quercus robur - Chêne pédonculé ou rouvre
  - Quercus rubra - Chêne rouge d'Amérique (introduit)
  - Quercus suber - Chêne-liège